# Saison 2013 des Phillies de Philadelphie
La saison 2013 des Phillies de Philadelphie est la 131e saison en Ligue majeure de baseball pour cette franchise.
La dégringolade des Phillies, l'un des clubs dominants du baseball majeur quelques années plus tôt, se poursuit. La franchise connaît une première saison perdante depuis 2002 avec 73 victoires contre 89 revers. Ces 8 défaites de plus qu'en 2012 relèguent les Phillies au 4e rang sur 5 équipes dans la division Est de la Ligue nationale. En poste depuis 2005, Charlie Manuel, gérant le plus victorieux de l'histoire du club, est congédié le 16 août et remplacé par Ryne Sandberg.

## Contexte
Après cinq titres de division consécutifs, les Phillies ratent en 2012 les séries éliminatoires pour la première fois depuis 2006. Malgré cette déception, ils enregistrent une 10e saison de suite avec au moins autant de gains que de revers, prenant le troisième rang de la division Est de la Ligue nationale avec 81 victoires et 81 défaites. La saison 2012 se termine tout de même sur une note encourageante alors que 44 succès en 74 matchs font suite à un faux départ.

## Intersaison
À la fin novembre 2012, les Phillies apprennent que leur receveur Carlos Ruiz, qui vient tout juste de terminer la meilleure saison de sa carrière, ratera les 25 premiers matchs de 2013 afin de servir une suspension pour usage d'amphétamines. Les Phillies prévoient faire confiance au substitut Erik Kratz derrière le marbre et engagent, sur un contrat des ligues mineures, Humberto Quintero. Un autre receveur de l'équipe, Brian Schneider, annonce sa retraite en janvier 2013.
Le 6 décembre 2012, les Phillies font l'acquisition du voltigeur Ben Revere en cédant aux Twins du Minnesota le lanceur droitier Vance Worley et le lanceur droitier des ligues mineures Trevor May. Deux jours plus tard, ils obtiennent le joueur de champ intérieur Michael Young, qui quitte les Rangers du Texas après 13 saisons dont une dernière plutôt difficile, en retour du releveur droitier Josh Lindblom et du lanceur droitier des ligues mineures Lisalverto Bonilla.
Le voltigeur Delmon Young, joueur par excellence de la Série de championnat 2012 de la Ligue américaine avec les Tigers de Détroit, 
rejoint les Phillies le 22 janvier sur un contrat d'un an.
Le joueur de troisième but Josh Fields, qui n'a pas joué dans les majeures depuis 2010, et le lanceur droitier Aaron Cook, chez les Red Sox de Boston en 2012, signent des contrats des ligues mineures avec Philadelphie en janvier.
Parmi les joueurs devenus agents libres qui ne sont pas de retour à Philadelphie en 2013 : le voltigeur Juan Pierre et le troisième but Plácido Polanco partent tous deux chez les Marlins de Miami; le joueur d'utilité Ty Wigginton rejoint Saint-Louis; le voltigeur Nate Schierholtz, obtenu en 2012 de San Francisco dans le transfert de Hunter Pence, signe chez les Cubs de Chicago; et le contrat du lanceur José Contreras n'est pas renouvelé.
Le trio de lanceurs partants étoiles des Phillies, composé de Roy Halladay, Cliff Lee et Cole Hamels, est de retour, le dernier ayant accepté un contrat de 6 saisons avec le club en juillet 2012.

## Calendrier pré-saison
L'entraînement de printemps des Phillies se déroule du 23 février au 30 mars 2013.

## Saison régulière
La saison régulière des Phillies se déroule du 1er avril au 29 septembre 2013 et prévoit 162 parties. Elle débute à Atlanta par une visite aux Braves et le premier match local à Philadelphie est disputé le 5 avril contre les Royals de Kansas City.

### Juin
- 2 juin : Avec 12 circuits en mai 2013 et une moyenne de puissance de ,688 Domonic Brown des Phillies est élu meilleur joueur du mois dans la Ligue nationale de baseball[19].

### Août
- 16 août : Ryne Sandberg remplace Charlie Manuel comme gérant des Phillies[3].

### Classement
| Ligue nationale (Division Est) | V  | D   | %    | Diff. | Diff. (séries) |
| ------------------------------ | -- | --- | ---- | ----- | -------------- |
| Braves d'Atlanta               | 96 | 66  | ,593 | -     | -              |
| Nationals de Washington        | 86 | 76  | ,531 | 10    | 4              |
| Mets de New York               | 74 | 88  | ,457 | 22    | 16             |
| Phillies de Philadelphie       | 73 | 89  | ,451 | 23    | 17             |
| Marlins de Miami               | 62 | 100 | ,383 | 34    | 28             |

## Affiliations en ligues mineures
| Niveau            | Équipe                     | Ligue                   |
| ----------------- | -------------------------- | ----------------------- |
| AAA               | IronPigs de Lehigh Valley  | Ligue internationale    |
| AA                | Reading Phillies           | Eastern League          |
| A-Advanced        | Threshers de Clearwater    | Florida State League    |
| A                 | Lakewood BlueClaws         | South Atlantic League   |
| A (saison courte) | Williamsport Crosscutters  | New York - Penn League  |
| Ligue des recrues | Gulf Coast League Phillies | Gulf Coast League       |
| Ligue des recrues | DSL Phillies               | Dominican Summer League |